# 布拉日夫
49°25′16″N 23°9′28″E / 49.42111°N 23.15778°E
布拉日夫（烏克蘭語：Блажів），是烏克蘭西部的村莊，隸屬利維夫州的桑比爾區。該村始建於1441年，面積26.4平方公里，海拔高度356米，2001年人口862，人口密度每平方公里32.65人。